# Villa Carlos Fonseca
Villa Carlos Fonseca (Villa El Carmen) är en kommun (municipio) i Nicaragua med 33 773 invånare (2012). Den ligger vid Stilla havet i departementet Managua, 40 km sydväst om huvudstaden Managua. Kommunens huvudnäring är jordbruk, men det finns också en del industrier. Vid Stillahavskusten ligger badorter med fina sandstränder.

## Geografi
Villa Carlos Fonseca gränsar till kommunerna Nagarote och Mateare i norr, Ciudad Sandino, Managua och El Crucero i  öster, San Rafael del Sur i söder, samt till Stilla havet i väster.
Det finns inga stora städer i kommunen. Centralorten Villa Carlos Fonseca har endast 3 307 invånare (2005). Övriga större orter (comarcas) i kommunen är Los Cedros (4 155 invånare), Samaria (1 707), Monte Fresco (1 296), Valle Los Aburtos (1 164) och La Ceiba (1 059).

## Historia
Kommunens centralort etablerades som ett samhälle för arbetarna vid sockerbruket El Apante. Kommunen grundades 1906 med rangen av Villa, och fick då namnet Villa El Carmen. Kommunens namn ändrades 1979 till Villa Carlos Fonseca, till minne av revolutionären Carlos Fonseca Amador, och sedan tillbaka till Villa El Carmen år 2004. För tillfället används båda namnen oväxlande. 

## Näringsliv
Villa Carlos Fonseca är en jordbruksbygd med både åkerbruk och boskapsskötsel. De viktigaste grödorna är majs, bönor, durra och sockerrör, men det odlas också sesamfrön, kokbananer, tomater, kål, vattenmeloner och andra grönsaker och frukter. Boskapsskötseln domineras av nötkreatur för både kött och mjölkproduktion. I kommunen finns det också ett genetiskt centrum för uppfödning och produktion av pelibueyfår.
I kommunen finns ett antal kalk- och stenbrott. Tre fabriker i kommunen producerar industriell alkohol, pumpar respektive kvastar. Längs Stillahavsskusten finns det badorter med fina sandstränder. Den största av dessa är Gran Pacifica Resort.

## Religion
Villa Carlos Fonseca firar sina festdagar från den 16 juli fram till månadens slut, till minne av Vår Fru av berget Karmel. Kommunens småorter har dock sina egna festdagar under andra delar av året. Festdagarna firas med tjurrusning (tope de toros), val av en festivaldrottning, hästparader och gudstjänster.

## Fritid
Den populäraste sporten i kommunen är baseboll, men det spelas också fotboll och basketboll. Kommunen har 28 basebollfält, sex basketbollplaner och ett fotbollsfält.

## Bilder
|  |  |